# Ściborzyce Małe (gromada)
Ściborzyce Małe – dawna gromada, czyli najmniejsza jednostka podziału terytorialnego Polskiej Rzeczypospolitej Ludowej w latach 1954–1972.
Gromady, z gromadzkimi radami narodowymi (GRN) jako organami władzy najniższego stopnia na wsi, funkcjonowały od reformy reorganizującej administrację wiejską przeprowadzonej jesienią 1954 do momentu ich zniesienia z dniem 1 stycznia 1973, tym samym wypierając organizację gminną w latach 1954–1972.
Gromadę Ściborzyce Małe z siedzibą GRN w Ściborzycach Małych utworzono – jako jedną z 8759 gromad na obszarze Polski – w powiecie głubczyckim w woj. opolskim, na mocy uchwały nr VII/19/54 WRN w Opolu z dnia 4 października 1954. W skład jednostki weszły obszary dotychczasowych gromad Ściborzyce Małe, Tarnkowa, Sławoszów, Pomorzowiczki i Pomorzowice ze zniesionej gminy Klisino, 393 ha lasów z miasta Głubczyce oraz 537 ha lasów z nadleśnictwa Szczyty – w tymże powiecie. Dla gromady ustalono 16 członków gromadzkiej rady narodowej.
31 grudnia 1959 do gromady Ściborzyce Małe włączono wieś Kietlice ze zniesionej gromady Kietlice w tymże powiecie.
Gromada przetrwała do końca 1972 roku, czyli do kolejnej reformy gminnej.